# Phyllopertha latitarsis
Phyllopertha latitarsis är en skalbaggsart som beskrevs av Nonfried 1891. Phyllopertha latitarsis ingår i släktet Phyllopertha och familjen Rutelidae. Inga underarter finns listade i Catalogue of Life.